# Skarszewy (województwo kujawsko-pomorskie)
Skarszewy – wieś w Polsce położona w województwie kujawsko-pomorskim, w powiecie grudziądzkim, w gminie Grudziądz.

## Podział administracyjny
W latach 1975–1998 miejscowość położona była w województwie toruńskim.

## Demografia
Według Narodowego Spisu Powszechnego (III 2011 r.) wieś liczyła 145 mieszkańców. Jest 23. co do wielkości miejscowością gminy Grudziądz.